# Ellesmere (Regno Unito)
Ellesmere è un paese di 3 223 abitanti della contea dello Shropshire, in Inghilterra.